# Микромальтус
Микромальтус (лат. Micromalthus debilis, англ. telephone-pole beetle) — единственный современный вид мелких жуков рода Micromalthus LeConte, 1878 и семейства Micromalthidae Barber, 1983, в ископаемом виде известного с верхней перми. Для микромальтуса характерен необычный жизненный цикл.

## Распространение
Впервые был описан в США. В связи с торговлей лесоматериалами оказался разнесённым по всему миру (Южная Африка, Куба, Бразилия, Гавайи, Британская Колумбия, Европа, Гонконг).

## Описание
Жуки вытянутой формы, длиной 1—2 мм. Окраска тёмно-зелёная, ноги и усики жёлтые. Голова крупнее груди; глаза крупные, выступают с боков. Личинки живут во влажной мёртвой древесине, как жуки-сверлилы (одно время их даже помещали в состав семейства Lymexylidae), обнаруживаются в каштане и дубе.

## Жизненный цикл
Цикл развития жуков был впервые описан в 1913 году американским энтомологом Гербертом Спенсером Барбером и оказался настолько необычным, что ему поначалу мало кто поверил. У микромальтуса имеет место единственный среди насекомых случай сочетания гиперметаморфоза с размножением личинок — педогенезом. Известны три личиночных возраста. Личинки 1-го возраста очень подвижны, обладают длинными ногами и крупной головой, но не питаются. После линьки они превращаются в безногих личинок второго возраста, основной функцией которых является питание. Они, в свою очередь, превращаются в личинок третьего возраста, которые не питаются, но способны к размножению и рождают множество личинок первого возраста. Известны у данного вида и имаго, развивающиеся из личинок второго возраста, однако данный процесс изучен не полностью. При одном из вариантов развития педогенетическая самка кладет единственное неоплодотворенное яйцо, из которого развивается гаплоидный самец (арренотокия), который имеет короткие ноги, как у личинки и который съедает свою мать (матрифагия). В другом варианте развития педогенетическая самка кладет несколько неоплодотворенных яиц, которые могут развиваться как в самца, так и в самку (амфитокия). Такие самки и самцы спариваются друг с другом и откладывают исключительно оплодотворённые яйца.
Примечательно, что роль размножения полностью перенесена из взрослой стадии имаго на стадию личинок. Взрослые особи обоих полов бесплодны и таким образом не несут биологического смысла, они представляют собой рудимент того времени, когда жизненный цикл включал половое размножение на стадии имаго. Продолжительность жизни взрослых самок составляет шесть дней, самцы живут около 12 часов, при этом соотношение полов сильно смещено в сторону самок. Потеря полового размножения, возможно, связана с заражением бактериями вольбахиями (Wolbachia).
В экспериментальном исследовании использовалось нагревание личинок 3-го возраста для создания значительного числа взрослых особей (такова механика метаморфоза для этого вида), чтобы смоделировать уже нефункциональный жизненный цикл взрослой особи. Эксперимент показал смену половых ролей – инициативные действия исходили от самок и включали соперничество, танцевальные движения и принуждение самцов к спариванию/

## Систематика
Классификация Micromalthus debilis дискутируется. Впервые при описании этого вида в 1878 году он был помещён в подотряд Polyphaga, его включали или в состав семейства Lymexylidae, или в Telegeusidae, или рассматривали в составе надсемейства Cantharoidea. Однако, по признакам строения личинок, крыльев и гениталий самцов было показано, что он является членом подотряда Archostemata.

### Синонимы
Описанный в 2007 году ископаемый вид Micromalthus anansi Perkovsky, 2007 (миоцен, Доминиканский янтарь) был в 2010 году синонимизирован (Hörnschemeyer, Wedmann & Poinar, 2010: 307) с M. debilis LeConte, 1878.